# تيمونيوم (ماريلاند)
تيمونيوم (بالإنجليزية: Timonium)‏ هو مكان محدد للتعداد يقع في مقاطعة بالتيمور بولاية ماريلاند الأمريكية. بلغ عدد سكان تيمونيوم 9,926 نسمة حسب تعداد عام 2010. كانت المنطقة جزء من مكان لوثرفيل-تيمونيم المحدد للتعداد قبل تعداد 2010. يُقام معرض ولاية ماريلاند في تيمونيوم كل عام مع اقتراب يوم عيد العمَّال على أراضي مِضمار تيمونيوم وهو موقع يعد موقعاً هاماً مع مِضمار بيمليكو في شمال غربيّ بالتيمور وحلبة سباق منتزه لوريل في مقاطعة برينس جورج، بالإضافة إلى حلبات سباق أخرى سابقة بالولاية في باوي وروزكروفت.

## أصل التسمية
اسم تيمونيوم مشتق من «قصر تيمونيوم» وهو منزل السيدة أرشيبالد بوكانان التي أصيبت بالكآبة بسبب فقدانها لبصرها وموت أحد أصدقائها المقربين فشعرت بأن حياتها كانت مثل حياة الجنرال الروماني ماركوس أنطونيوس بعد معركة أكتيوم. كان قصر تيمونيوم الأصلي عبارة عن قصر بناه ماركوس أنطونيوس على جزيرة أنتيرودوس في ميناء الإسكندرية بمصر القديمة. وقد انتحر أنطونيوس في قصره بعدما وصلته أخبار زائفة عن انتحار كليوباترا.

## الجغرافيا
تقع تيمونيوم عند إحداثيات 39°26′26″N 76°37′34″W / 39.44056°N 76.62611°W. وتبلغ مساحة هذا المكان المحدد للتعداد 5.4 ميل مربع (13.9 كـم2) بحسب مكتب تعداد الولايات المتحدة وجميعها مُشكَّلة من البر.
تقع البلدة شمال بالتيمور محازيا لطريق يورك (طريق ماريلاند رقم 45). ويحدها من جهة الشمال كوكيزفيل، ومن جهة الجنوب لوثرفيل، ومن جهة الشرق خزان لاك ريفن المائي، ومن الغرب طريق فولز (طريق ماريلاند رقم 25)، بالإضافة إلى كل من وادي غرينسبرينغ ووادي وورثينغتن بعدها. يشكّل طريق ريدجلي الحد الفاصل ما بين تيمونيوم ولوثرفيل، بينما يفصل طريق بادونيا تيمونيوم عن كوكيزفيل.
تقع تيمونيوم في منطقة بيدمونت، وتمتد في المنطقة الانتقالية بين المنطقة التي يسود فيها المناخ الرطب شبه المداري جنوباً ومنطقة المناخ الرطب القاري شمالاً. تتصف المنطقة بفصل صيف حار ورطب فيما يتسم الشتاء ببرودته ولكنه ليس بالغ البرودة مقارنةً بالمعايير الأمريكية. يبلغ المتوسط السنوي للهطولات الثلجية 25 بوصة (64 سـم)، أما المتوسط السنوي للهطولات المطرية فيبلغ 42 بوصة (107 سـم).

## النقل

### الطرق
من الطرق الكبرى في منطقة تيمونيوم:
- طريق ديريكو/غرينسبرينغ درايف
- طريق وادي دولَني (طريق ماريلاند رقم 146)
- طريق بوت سبرينغ
- طريق تيمونيوم
- طريق يورك (طريق ماريلاند رقم 45)
- طريق بادونيا
- طريق ريدجلي
- طريق مايز تشابيل
- طريق إيستريدج

### النقل العام
يوجد موقفان ليئة خط أضواء السكك التابعة لإدارة نقل ولاية ماريلاند في منطقة تيمونيوم:

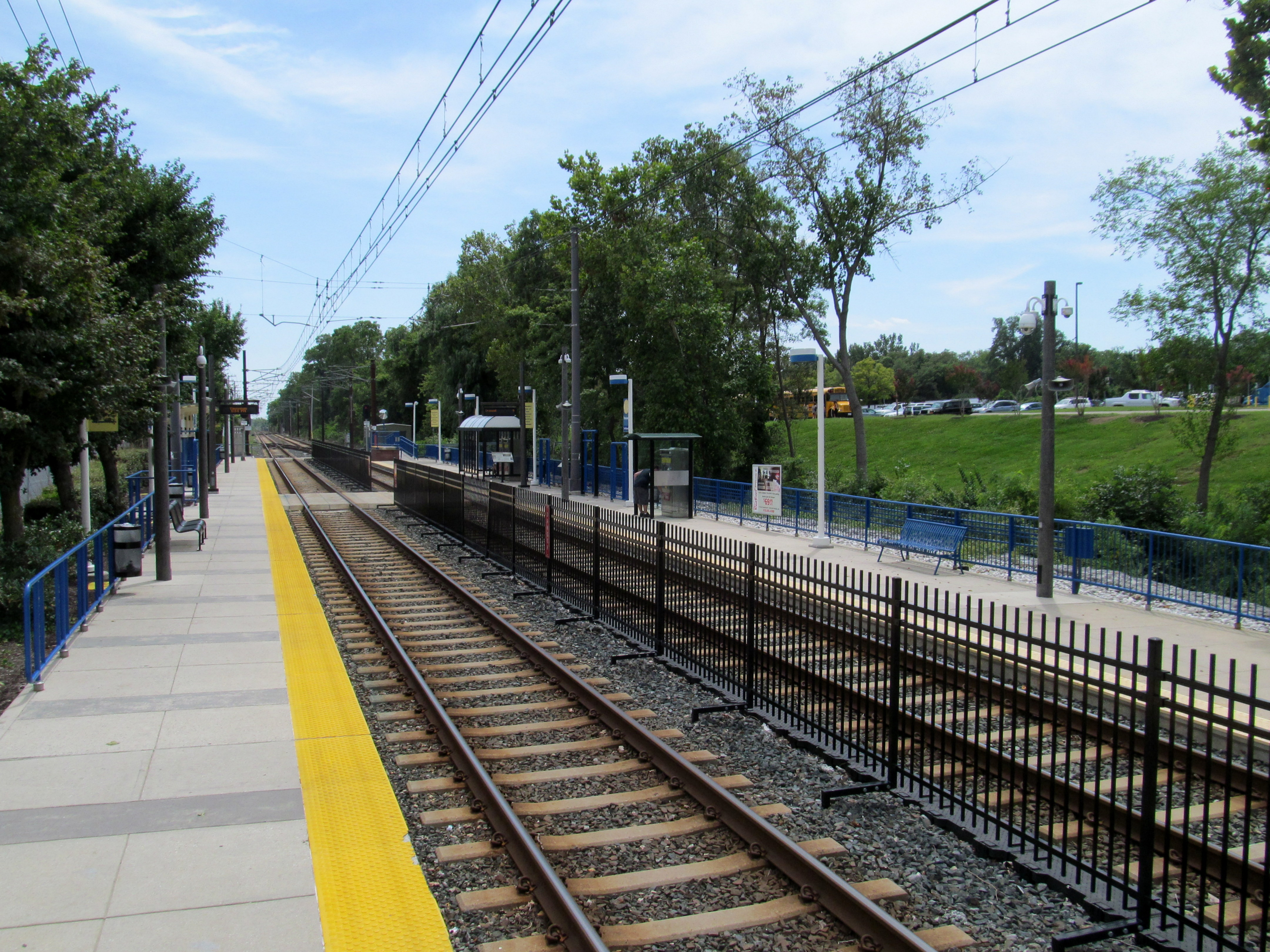
محطة أرض معارض تيمونيوم
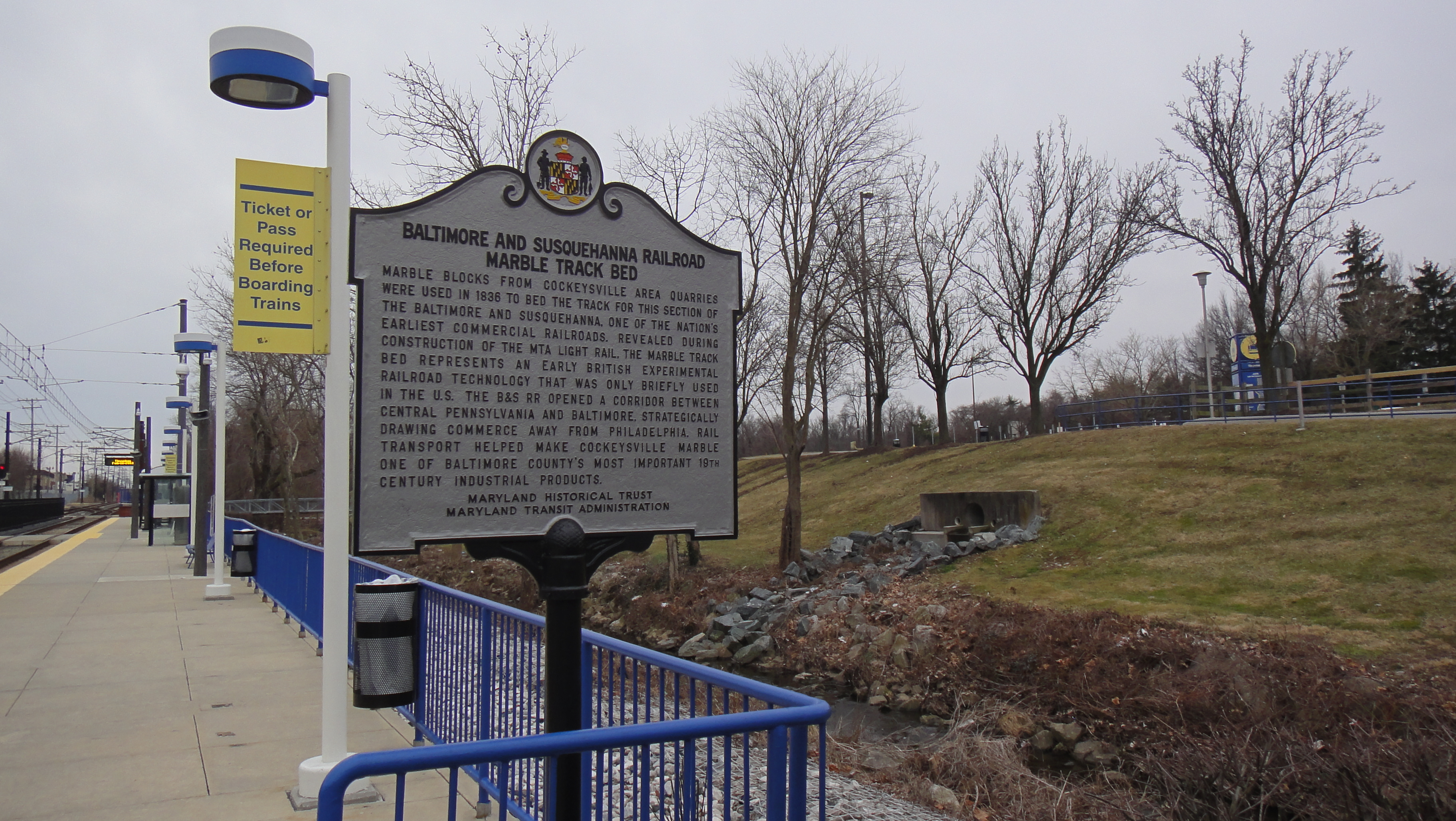
ضوء محطة العلامة التاريخية الخاصة بالسكك الشمالية الوسطى في تيمونيوم

## أعلام المنطقة
من الشخصيات البارزة من المنطقة هناك:
- سبيرو أغنيو، نائب رئيس الولايات المتحدة سابق وحاكم سابق لولاية ماريلاند.
- بام شرايفر، لاعبة كرة مضرب.
- جون يونيتاس، لاعب كرة قدم أمريكية.

## التعليم
مدارس عامة
- مدرسة باينوود الابتدائية
- مدرسة بوت سبرينغ الابتدائية
- مدرسة تيمونيوم الابتدائية
- مدرسة ريدجلي الإعدادية (في لوثرفيل)
- مدرسة دولَني الثانوية

## أعلام
- توني لينهارت
- أليوت غريفين توماس
- ويليام كليفورد نيومان
- أليكس سميث
- بوب ويلر